# Jabloň v aleji
 Jabloň v aleji je památný strom, jabloň obecná (Malus domestica) v Nové Kyselce, části obce Kyselka v okrese Karlovy Vary v Karlovarském kraji. Stará jabloň roste v mírném svahu na okraji pastviny při pravé straně silnice z Šemnice do Nové Kyselky, zhruba 120 metrů jižně od zástavby Nové Kyselky.
Obvod kmene měří 256 cm, koruna stromu sahá do výšky 11,5 m (měření 2014). Jabloň je chráněna od roku 2008 jako ochrana genofondu, dendrologicky cenný taxon s významným vzrůstem.

## Stromy v okolí
- Buky u Sedlečka
- Žalmanovská lípa
- Vojkovická lípa